# 乔治·阿尔弗雷德·格兰特
乔治·阿尔弗雷德·格兰特（英語：George Alfred Grant，1878年8月15日—1956年10月30日），通称帕阿·格兰特（英語：Paa Grant），加纳的木材商人、政治家，被称为“黄金海岸政治之父”。是加纳摆脱英国殖民，独立建国的推动者之一。